# Dominik Kirschner
Dominik Kirschner (* 2. Oktober 1991 in Wien) ist ein österreichischer Fußballspieler.

## Karriere
Kirschner begann seine Karriere beim ASV Neufeld. 2005 wechselte er zum FK Blau-Weiß Hollabrunn. 2007 kam er in die Akademie des SK Rapid Wien. 2008 wechselte er in die Akademie des FK Austria Wien. 2009 wechselte er nach Spanien zur UE Sant Andreu.
2010 wechselte er nach Deutschland zur Zweitmannschaft von Wacker Burghausen. Nach einer Saison in Deutschland kehrte er 2011 nach Spanien zurück, wo er sich dem viertklassigen FC Alicante anschloss. Nach einer Saison beim FC Alicante wechselte er 2012 zur B-Mannschaft von Hércules Alicante.
Zur Saison 2013/14 kehrte er nach Österreich zurück und schloss sich dem Regionalligisten FC Pasching an. Im März 2014 debütierte er in der Regionalliga, als er am 19. Spieltag jener Saison gegen die Union St. Florian in der 90. Minute für Philipp Schobesberger eingewechselt wurde. Seinen ersten Treffer für Pasching erzielte er im April 2014 bei einem 6:1-Sieg gegen den Villacher SV.
Im Sommer 2014 wechselte er zum SV Wallern. Nach einem halben Jahr bei Wallern wechselte er im Jänner 2015 zum Ligakonkurrenten SK Austria Klagenfurt. Mit Klagenfurt stieg er zu Saisonende in die zweite Liga auf.
Nach dem Aufstieg wechselte Kirschner zur Saison 2015/16 zum Regionalligisten Wiener Sportklub. Für den WSK absolvierte er jener Saison 29 Spiele in der Regionalliga und erzielte dabei sieben Tore. Im Sommer 2016 schloss er sich dem Ligakonkurrenten FC Stadlau an.
Zur Saison 2017/18 wechselte er zum SV Horn. Mit Horn stieg er zu Saisonende in die 2. Liga auf. Sein Debüt in der zweithöchsten Spielklasse gab er im Juli 2018, als er am ersten Spieltag der Saison 2018/19 gegen den FC Liefering in der Startelf stand und in der 59. Minute durch Mario Vucenovic ersetzt wurde. Nach der Saison 2018/19 verließ er Horn und wechselte zum Ligakonkurrenten SK Vorwärts Steyr. Im Jänner 2020 wurde sein Vertrag bei Steyr nach zehn Zweitligaeinsätzen aufgelöst und er wechselte zum drittklassigen FC Pinzgau Saalfelden. Für Saalfelden kam er zu zehn Einsätzen in der Salzburger Regionalliga.
Im Jänner 2021 wechselte er zum ebenfalls drittklassigen 1. Wiener Neustädter SC. Für die Wiener Neustädter kam er zu 23 Einsätzen in der Ostliga. Zur Saison 2022/23 zog er innerhalb der Liga zum FC Marchfeld Donauauen weiter. Für Marchfeld absolvierte er elf Partien. Im Jänner 2023 kehrte Kirschner dann wieder nach Wiener Neustadt zurück. Für Wiener Neustadt kam er zu zehn Einsätzen in der Ostliga, aus der er mit dem Team zu Saisonende abstieg.
Zur Saison 2023/24 wechselte Kirschner daraufhin zum Regionalligisten SC Neusiedl am See.